# Leist (bergstopp i Schweiz, Sankt Gallen)
Leist är en bergstopp i Schweiz.   Den ligger i distriktet Wahlkreis Sarganserland och kantonen Sankt Gallen, i den östra delen av landet, 140 km öster om huvudstaden Bern. Toppen på Leist är 2 222 meter över havet, eller 75 meter över den omgivande terrängen. Bredden vid basen är 0,58 km.
Terrängen runt Leist är bergig norrut, men söderut är den kuperad. Närmaste större samhälle är Flums, 8,7 km öster om Leist. 
I omgivningarna runt Leist växer i huvudsak blandskog. Runt Leist är det ganska tätbefolkat, med 60 invånare per kvadratkilometer.